# 希思街站
希思街站（英語：Heath Street station）的车站标志为希思街/退伍军人医疗中心站（英語：Heath Street/VA Medical Center Station）。该车站位于南亨廷顿大道与希思街路口，是波士顿轻轨绿线E支线终点站。车站附近为传教山和牙买加平原社区。在使用新的有轨电车后，车站为残障人士提供无障碍乘车环境。

## 历史
希思街站建造时名为希思街/退伍军人医疗中心站70年代末期，车站有两个遮雨棚。1989年11月4日，经过4年的重建之后，E支线重新运营，但是线路缩短至希思街站，而不再以安博维站为终点。
1972年，马萨诸塞湾交通局计划对道路中央隔离带轨道进行翻修,1980年正式施工，施工期间部分线路停运，1980年3月21日，列车在交响大厅站折返，6月21日延长至东北大学站折返，9月20日改在布里格姆环岛站折返。1982年6月26日，剩余部分线路才最终恢复运行。
21世纪初，马萨诸塞湾交通局对波士顿轻轨绿线部分主要地面车站进行翻修，增进无障碍环境。希思街站也增加了临时轮椅抬升装置。2003年1月13日，车站站台翻修结束，对B、C、E支线13座车站站台翻修供花费3200万美元。
2012年7月1日，由于预算危机，马萨诸塞湾交通局在周末将E支线出城方向终点站设为布里格姆环岛站。这给当地居民带来不便，并对此表示不满。2012年10月13日，周末服务恢复，但略微降低发车频率。2012年12月29日，该项改动得到认可并正式更新至时刻表中。

## 车站结构
| G 街道/站台层 | 側式月台，右侧开门 | 側式月台，右侧开门 |
| G 街道/站台层 | 出城               | 终点站             |
| G 街道/站台层 | 入城               | 往莱希米尔 (后山)  |
| G 街道/站台层 | 側式月台，侧开门   |                    |